# GLS Gemeinschaftsbank
De GLS Gemeinschaftsbank is een Duitse coöperatieve bank voor duurzaam bankieren, gevestigd in Bochum.

## Geschiedenis
In 1974 werd de bank opgericht vanuit een antroposofisch initiatief. Het was de eerste bank in Duitsland die opereerde volgens een ethische filosofie.
In maart 2009 was GLS Gemeinschaftsbank samen met onder meer Triodos Bank mede-oprichter van de Global Alliance for Banking on Values.